# Melinopteryx bilobata
Melinopteryx bilobata (лат.) — вид примитивных молей из рода Melinopteryx, обитающий в Японии, в префектуре Сидзуока, в Усикуби-тоге (остров Хонсю), в 2018 году учёными Юмэ Имада и Макото Като. Видовое название представляет собой составное прилагательное в именительном падеже единственного числа от латинских слов «bi-» (два) и «lobatus» (имеющий уменьшительные доли), относящееся к паре маленьких дорсальных склеритов женских гениталий. Эдеагус с короткой брюшной лопастью в гениталиях самца; сегмент X самки с двумя редуцированными долями дорсального склерита. Всего собрали 18 образцов, один из которых — самка.

## Описание

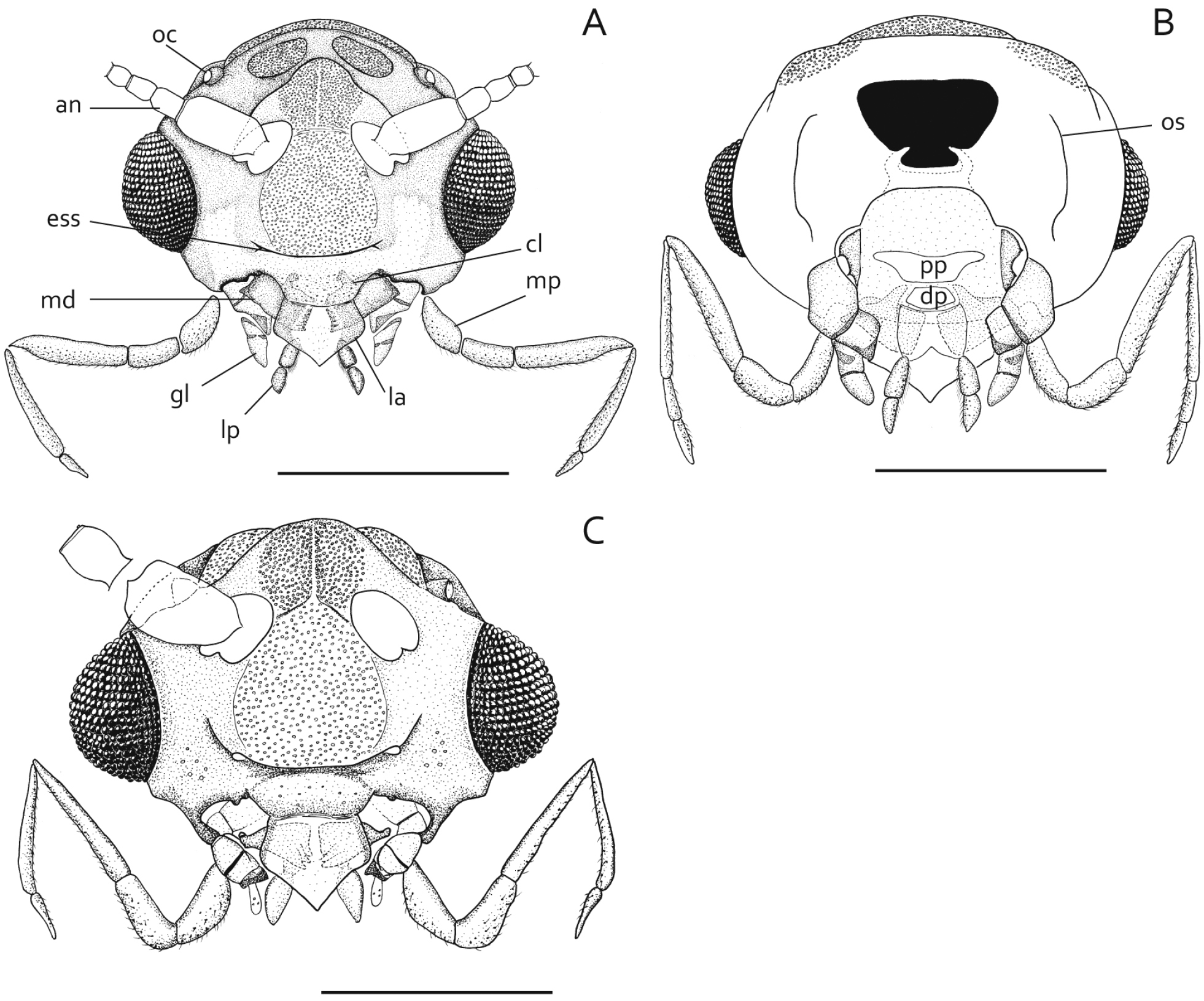
Наверху: голова Melinopteryx bilobata спереди и сзади; снизу голова Issikiomartyria hyperborea

Голова темно-коричневая, голая и блестящая с обеих сторон, скудно покрыта коричневато-желтыми пилообразными чешуйками с темно-желтыми чешуйками на макушке. Антенна немного длиннее переднего крыла у самца; с 67 (64-73)
жгутиконосцами у самцов. Губной щупик 2-сегментный. Торакс серовато-коричневый, скудно покрыт фиолетовыми и коричневато-золотыми чешуйками на переднегруди с синими металлическими чешуйками, с тёмно-желтыми пилообразными чешуйками на тегуле. Ноги покрыты блестящими пушистыми чешуйками. Melinopteryx bilobata отличается
от Melinopteryx coruscans на основании следующих характеристик:
- Эдеагус с брюшным выступом у основания;
- Женский сегмент X с парой небольших дорсальных склеритов.

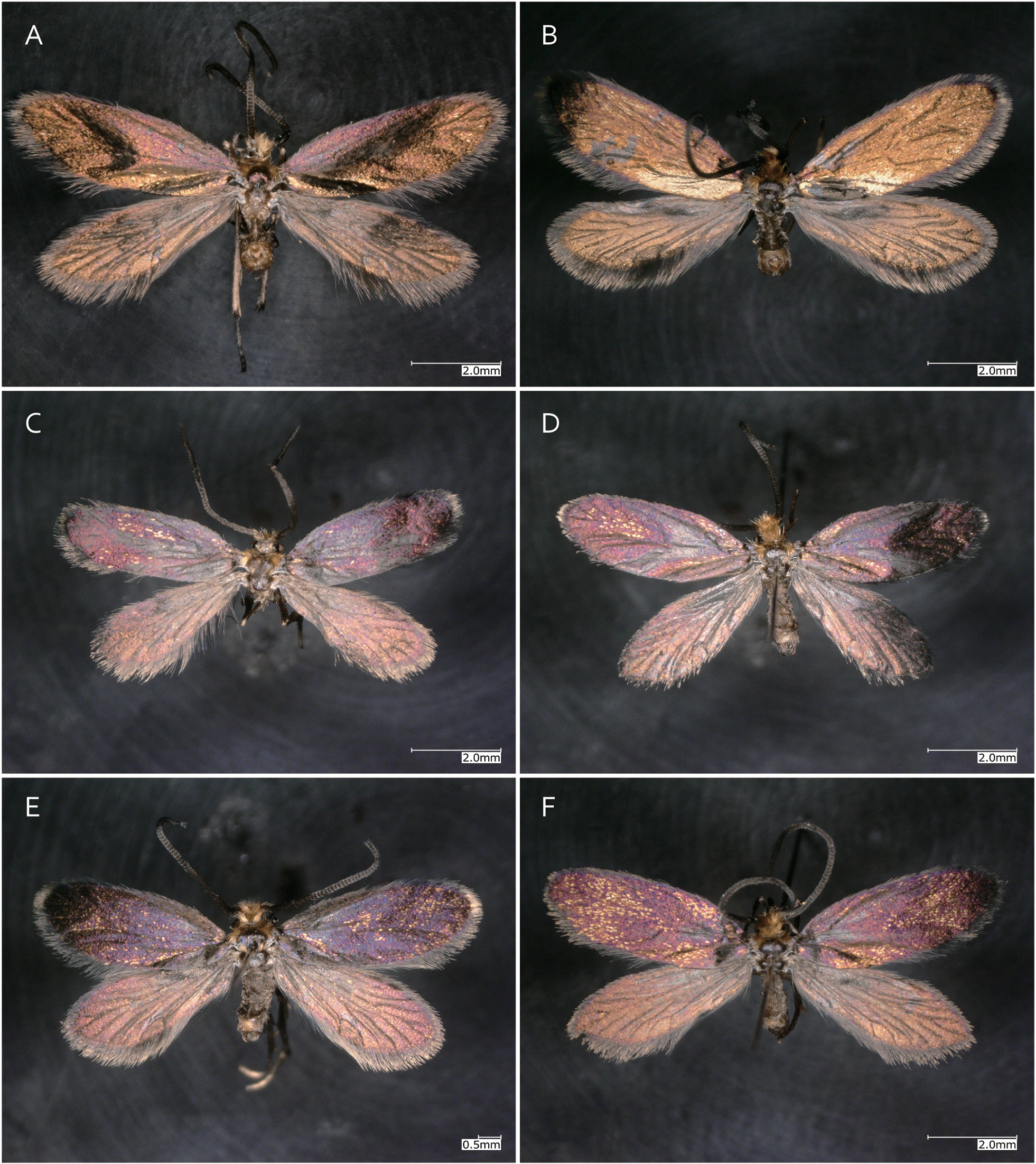
Melinopteryx bilobata на картинке B, с расправленными крыльями

Переднее крыло с коричневато-фиолетовым блеском с медным оттенком, густо покрытое золотистым блеском над прикорневой половиной спинка; реснички серовато-коричневые, бледно-желтые на вершине; брюшная поверхность глянцевая, серовато-фиолетовая. Длина переднего крыла 4,9 мм у самцов. Заднее крыло блестящее коричнево-фиолетовое, усеянное пилообразными чешуйками на прикорневой половине; реснички серовато-коричневые; брюшная поверхность такая же, как у переднего крыла.
Брюшко скудно покрыто серовато-коричневыми пилообразными чешуйками.

### Гениталии

#### Самец

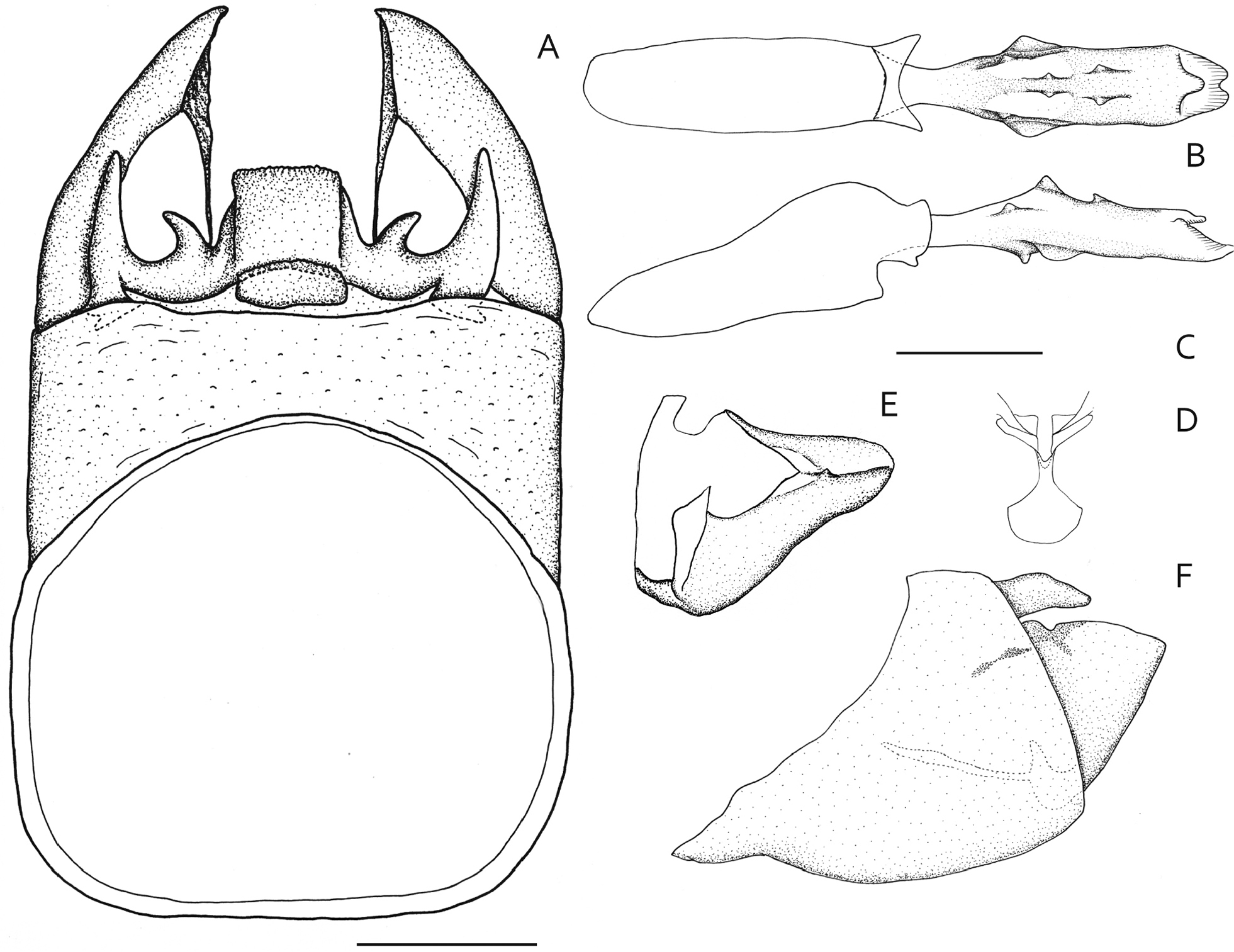
Гениталии самца

Средняя длина дорсального кольца IX сегмента составляет около 1/5 длины брюшка. Вальва с небольшим проксимально-вентральным гребнем; внутренний вентральный край широкий без вогнутости; апикальный конец тупой. Эдеагус с брюшным выступом у основания; с тремя парами коротких дорсальных лопастей; с парой небольших боковых треугольных лопастей, простирающихся горизонтально. Тергит X с квадратной медиальной частью, с парой дистально-досальных шипов.

#### Самка

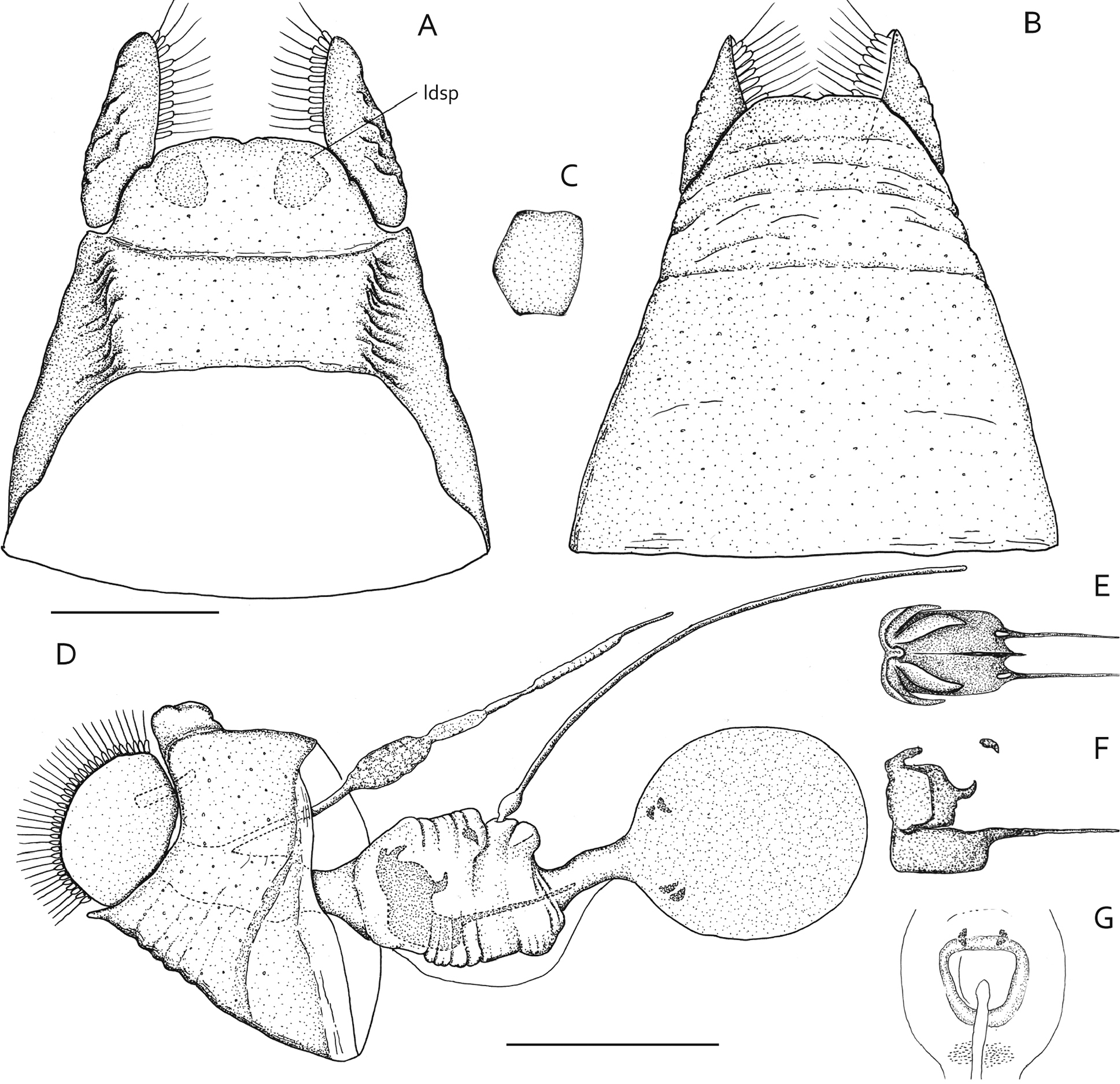
Гениталии самки

Сегмент IX кольца сильно склеротизирован, неглубоко вогнутый дорсолатерально; средняя дорсальная длина около 1/2 средней вентральной длины, без бокового выступа. Сегмент X, состоящий из пары боковых склеритов и двух дорсальных склеротизированных пластинок; дорсальные пластинки небольшие, хорошо склеротизированные, находятся за дорсальной
стороной IX сегмента. Бурса перепончатая, выпуклая, с четырьмя полукруглыми сигнумами. Генитальная камера вооружена большим склеритом с четырьмя пластинчатыми вспомогательными склеритами.

## Биология
Обитает в восточной части горной цепи Акаиси (Хонсю: префектура Сидзуока). Гусеницы питаются ножками грибов Conocephalum conicum (Linnaeus). Среда обитания представляет собой лесную тропу вдоль горного хребта субальпийских или прохладно-умеренных лесов примерно на высоте 1500 м от горы Акаиси. Обитают в местах, где растут Fagus crenata (Fagaceae), Abies firma и другие Pinaceae.